# Segell editorial
Un segell editorial és un nom comercial amb el qual una editorial publica una obra. Una única empresa editorial pot tenir diversos segells editorials, sovint utilitzant diferents noms com a marques per comercialitzar obres a diversos segments demogràfics.

## Descripció
Un segell editorial d'una editorial és un nom comercial, nom que fa servir una empresa per comercialitzar productes o serveis comercials, sota el qual es publica una obra. Els segells editorials solen tenir un caràcter o missió definitoris. En alguns casos, la diversitat resulta de l'adquisició d'editorials més petites (o parts del seu negoci) per part d'una empresa més gran. En el cas de Barnes & Noble, els segells editorials s'han utilitzat per facilitar l'aventura d'un llibreter en l'edició.
A la indústria dels videojocs, algunes empreses de videojocs controlen diversos segells. Per exemple, Take-Two Interactive és acreditat com "el pare dels segells", i en el seu cas, els segells són entitats incorporades de propietat total amb la seva pròpia infraestructura de publicació i distribució, vendes i màrqueting i equips de gestió i les seves pròpies filials respectives també incorporades (Rockstar North Limited, 2K Vegas, Inc.). Aquest model ha influït en rivals com Activision Blizzard, ZeniMax, Electronic Arts del 2008 al 2018, Warner Bros. Interactive, Embracer Group i Koei Tecmo. Take-Two té aquests models en marxa des de 1997 a 1998, i es considera "un grup d'empreses de jocs amb filials autònomes de publicació i desenvolupament de jocs". Els distribuïdors de videojocs independents com Devolver Digital també utilitzen la paraula segell per descriure's.

## Ús
Una única empresa editorial pot tenir múltiples segells, que són utilitzats sovint per l'editorial per comercialitzar obres a diferents segments demogràfics. Per exemple, l'objectiu de Kaji Manga, un segell editorial del Grup Enciclopèdia, és publicar manga per als lectors joves i que s'introdueixen en aquest món, a més de publicar tot el seu catàleg en llengua catalana.